# Cry Baby's Extra Clutter
Cry Baby's Extra Clutter è il secondo EP della cantante statunitense Melanie Martinez. Esso è stato pubblicato il 25 novembre 2016 come formato vinile dalla Atlantic Records.

## Antefatti
L'EP è stato composto dalle tracce bonus del suo primo album in studio Cry Baby e da una traccia pubblicata il 23 dicembre 2015 intitolata Gingerbread Man. La copertina dell'EP è stata progettata da Chloe Tersigni.

## Tracce
1. Play Date – 2:59 (Decilveo, Melanie Martinez)
2. Teddy Bear – 4:05 (Melanie Martinez, Phoebe Ryan, Felix Snow)
3. Cake – 3:19 (Melanie Martinez, Baran)
4. Gingerbread Man – 3:28 (Melanie Martinez)